# عبقرية سيئة
عبقرية سيئة (تايلاندية: ฉลาดเกมส์โกง) فيلم إثارة وسرقة تايلاندي من إخراج ناتاووت بونبيريا سنة 2017، وبطول كل من تشوتيمون شينجشارونسوكينج، وتشانان سانتيثوركون، وثيرادون سوففانيو.
تم إصدار الفيلم في 3 مايو 2017، حيث احتل المرتبة الأولى في شباك التذاكر التايلاندي لمدة أسبوعين وحصل على أكثر من 100 مليون بات (3 ملايين دولار أمريكي)، وهو أعلى فيلم تايلندي ربحًا في عام 2017. وفي الخارج، حطم الفيلم أرقامًا قياسية في ربح الأفلام التايلاندية في عدة البلدان الآسيوية، بما في ذلك الصين، حيث ربح أكثر من 30 مليون دولار، مما يجعله الفيلم التايلاندي الأكثر نجاحًا دوليًا على الإطلاق. امتدح النقاد الفيلم بسبب سرده الجذاب، وكذلك أداء الممثلين، لا سيما البطلة تشوتيمون. حصل الفيلم على عدة جوائز في مجموعة من المهرجانات الدولية.

## القصة
لين، هي طالبة عبقرية في المدرسة الثانوية، تجني المال عن طريق الغش في الاختبارات، تتلقى مهمة جديدة تقودها إلى سيدني، أستراليا. من أجل إكمال المهمة بملايين، يتعين على لين وزملاؤها إنهاء امتحان ستيك الدولي (سات) وتقديم الإجابات إلى أصدقائها في تايلاند قبل إجراء الامتحان مرة أخرى في وطنها.

## روابط خارجية
- عبقرية سيئة على موقع IMDb (الإنجليزية)
- عبقرية سيئة على موقع روتن توميتوز (الإنجليزية)
- عبقرية سيئة على موقع ألو سيني (الفرنسية)
- عبقرية سيئة على موقع أول موفي (الإنجليزية)
- عبقرية سيئة على موقع فيلمافينيتي (الإسبانية)
- عبقرية سيئة على موقع قاعدة بيانات الفيلم (الإنجليزية)
- عبقرية سيئة على موقع ليتربوكسد (الإنجليزية)
- عبقرية سيئة على موقع كينوبويسك (الروسية)